# Liste der Flughäfen in Indien
Die Liste der Flughäfen in Indien ist ein nach Bundesstaaten bzw. Unionsterritorien geordnetes Verzeichnis der Verkehrsflughäfen und Militärflugplätze in Indien. Indien hat derzeit 454 Fluglandeplätze.

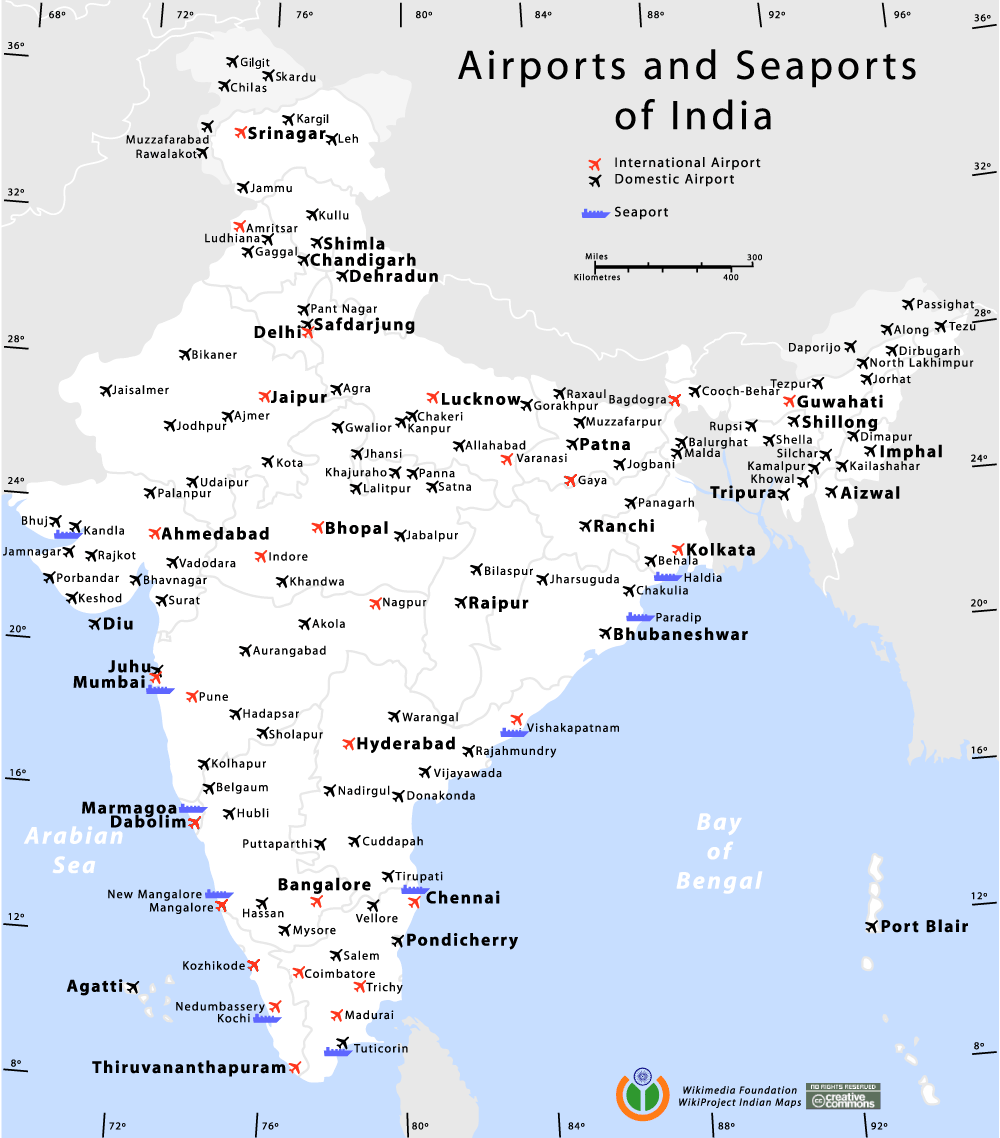
Flug- und Seehäfen in Indien

## Andamanen und Nikobaren
- Port Blair – Flughafen Port Blair

## Andhra Pradesh
- Bapatla / Chirala – Suryalanka Air Force Station
- Donakonda – Flughafen Donakonda
- Kadapa – Flughafen Kadapa (Cuddapah Airport)
- Kakinada – Flughafen Kakinada
- Kurnool – Flughafen Kurnool
- Nadirgul – Flughafen Nadirgul
- Puttaparthi – Flughafen Puttaparthi
- Rajamahendravaram – Flughafen Rajahmundry
- Sikandarabad – Hakimpet Air Force Station
- Tirupati – Flughafen Tirupati
- Vijayawada – Flughafen Vijayawada
- Visakhapatnam – Flughafen Visakhapatnam
- Visakhapatnam – Visakhapatnam Naval Airbase

## Arunachal Pradesh
- Aalo – Flughafen Aalo
- Daporijo (Daporizo) – Flughafen Daporijo
- Pasighat (Passighat) – Flughafen Pasighat
- Tezu – Flughafen Tezu
- Zero – Flughafen Zero

## Assam
- Dibrugarh – Flughafen Dibrugarh
- Guwahati – Flughafen Guwahati
- Jorhat – Flughafen Jorhat
- North Lakhimpur – Flughafen Lilabari
- Gauripur / Dhubri – Flughafen Rupsi
- Silchar – Flughafen Silchar (auch: Kumbhirgram Air Force Base)
- Tezpur Flughafen Tezpur / Flughafen Saloni (auch: Tezpur Air Force Base)
- Tinsukia – Dum Duma Air Force Base

## Bihar
- Darbhanga – Flughafen Darbhanga
- Gaya – Flughafen Gaya
- Jogbani – Flughafen Jogbani
- Muzaffarpur – Flughafen Muzaffarpur
- Patna – Flughafen Patna (auch: Lok Nayak Jaya Prakash Narayan Airport)
- Purnia (Purnea) – Flughafen Purnea
- Raxaul – Flughafen Raxaul

## Chandigarh
- Chandigarh – Flughafen Chandigarh

## Chhattisgarh
- Bilaspur – Flughafen Bilaspur
- Jagdalpur – Flughafen Jagdalpur
- Raipur – Flughafen Raipur

## Dadra und Nagar Haveli und Daman und Diu
- Daman – Flughafen Daman
- Diu (Insel) – Flughafen Diu

## Delhi
- Ghaziabad – Hindon Air Force Base
- Neu-Delhi

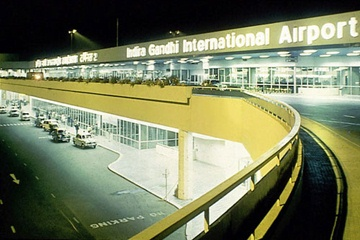
Indira Gandhi International Airport

  - Indira Gandhi International Airport
  - Palam Air Force Base
  - Rajokri Air Force Base
  - Safdarjung Air Force Station

## Goa
- Flughafen Dabolim
- Flughafen Mopa

## Gujarat
- Ahmedabad – Flughafen Ahmedabad
- Bhavnagar – Flughafen Bhavnagar
- Bhuj – Flughafen Bhuj
- Gandhidham – (siehe Flughafen Kandla)
- Jamnagar – Flughafen Jamnagar / Jamnagar Air Force Base
- Kandla – Flughafen Kandla
- Keshod – Flughafen Keshod
- Nalia – Nalia Air Force Base
- Palanpur – Flughafen Palanpur
- Porbandar – Flughafen Porbandar
- Rajkot – Flughafen Rajkot
- Surat – Flughafen Surat
- Vadodara (ehemals Baroda) – Flughafen Vadodara

## Himachal Pradesh
- Kangra / Dharmshala – Flughafen Kangra (auch Gaggal Airport)
- Kullu / Manali – Flughafen Kullu-Bhuntar
- Shimla – Flughafen Shimla

## Jammu und Kashmir
- Jammu – Flughafen Jammu
- Srinagar – Flughafen Srinagar

## Jharkhand
- Ranchi – Flughafen Ranchi
- Jamshedpur – Flughafen Jamshedpur
- Bokaro – Flughafen Bokaro

## Karnataka
- Bengaluru
  - Flughafen Bengaluru (auch: Kempegowda International Airport)
  - Flughafen HAL Bangalore (auch: Hindustan Airport)
- Belagavi – Flughafen Belgaum
- Bidar – Flughafen Bidar
- Kalaburagi (ehemals Gulbarga) – Flughafen Gulbarga Kalaburagi
- Hubballi-Dharwad – Flughafen Hubli
- Mangaluru – Flughafen Mangalore
- Mysore – Flughafen Mysore
- Toranagallu – Flughafen Jindal Vijaynagar

## Kerala
- Kannur – Flughafen Kannur
- Kozhikode – Calicut International Airport
- Kochi (beim Dorf Nedumbassery)
  - Flughafen Kochi (Indien) (Cochin International Airport)
  - Militärflugplatz (Marine)
- Thiruvananthapuram – Thiruvananthapuram International Airport
- Thiruvananthapuram
  - Militärflugplatz (Air Force), Sanghumugham
  - Militärflugplatz (Air Force), Akkulam

## Ladakh
- Kargil – Flughafen Kargil
- Leh – Flughafen Leh

## Madhya Pradesh
- Bhopal – Flughafen Bhopal
- Chitrakoot Dham – Flughafen Chitrakoot
- Indore – Flughafen Indore
- Gwalior – Flughafen Gwalior
- Jabalpur – Flughafen Jabalpur
- Khajuraho – Flughafen Khajuraho

## Maharashtra
- Aurangabad – Flughafen Aurangabad
- Mumbai – Flughafen Mumbai (auch: Chhatrapati Shivaji International Airport)
- Kolhapur – Flughafen Kolhapur (auch: Chhatrapati Rajaram Maharaj Airport)
- Nagpur – Flughafen Nagpur (auch: Dr. Babasaheb Ambedkar International Airport)
- Nashik – Flughafen Nashik
- Pune – Flughafen Pune

## Manipur
- Imphal – Flughafen Imphal

## Mizoram
- Aizawl – Flughafen Aizawl

## Meghalaya
- Shillong – Flughafen Shillong

## Nagaland
- Dimapur – Flughafen Dimapur

## Odisha
- Bhubaneswar – Flughafen Bhubaneswar (auch: Biju Patnaik Airport)
- Jharsuguda – Flughafen Jharsuguda (auch: Veer Surendra Sai Airport)
- Rourkela – Flughafen Rourkela

## Punjab
- Amritsar – Flughafen Amritsar (auch: Raja Sansi International Airport)
- Pathankot – Flughafen Pathankot

## Rajasthan
- Bikaner – Flughafen Bikaner (Nal Airport)
- Jaipur – Flughafen Jaipur (Sanganer Airport)
- Jaisalmer – Flughafen Jaisalmer
- Jodhpur – Flughafen Jodhpur
- Kishangarh – Flughafen Kishangarh
- Kota – Flughafen Kota (auch Rajputana Airport)
- Udaipur – Flughafen Udaipur (Maharana Pratap Airport)

## Sikkim
- Pakyong – Flughafen Pakyong

## Tamil Nadu
- Chennai – Chennai International Airport
- Coimbatore – Flughafen Coimbatore
- Madurai – Flughafen Madurai
- Salem – Flughafen Salem
- Thoothukudi (ehemals Tuticorin) – Flughafen Tuticorin
- Tiruchirappalli – Flughafen Tiruchirapalli
- Vellore – Flughafen Vellore

## Telangana
- Hyderabad – Flughafen Hyderabad (auch: Rajiv Gandhi International Airport)
  - Flughafen Begumpet (Flughafen Hyderabad)
  - Dundigul Air Force Academy
- Warangal – Flughafen Warangal

## Tripura
- Agartala – Flughafen Agartala (auch: Maharaja Bir Bikram Airport)

## Uttar Pradesh
- Agra – Flughafen Agra
- Aligarh – Flughafen Aligarh
- Azamgarh – Flughafen Azamgarh
- Ghaziabad – Flughafen Ghaziabad-Hindon
- Gorakhpur – Flughafen Gorakhpur
- Kanpur – Flughafen Kanpur
- Kushinagar – Flughafen Kushinagar
- Lakhnau – Flughafen Lucknow (auch: Chaudhary Charan Singh Airport)
- Noida – Flughafen Noida
- Prayagraj (ehemals Allahabad) – Flughafen Allahabad
- Shravasti – Flughafen Shravasti
- Varanasi – Flughafen Varanasi (auch: Lal Bahadur Shastri Airport)

## Uttarakhand
- Dehradun – Flughafen Dehradun
- Pantnagar – Flughafen Pantnagar

## Westbengalen
- Kolkata (Vorort Dum Dum) – Netaji Subhash Chandra Bose International Airport
- Bagdogra – Flughafen Bagdogra
- Andal / Durgapur – Flughafen Andal (auch: Kazi Nazrul Islam Airport)
- Panagarh